# حمله نوامبر ۲۰۱۷ نیجریه
حمله نوامبر ۲۰۱۷ نیجریه روز سه‌شنبه ۲۱ نوامبر توسط یک نوجوان ۱۷ ساله در میان نمازگزاران در مسجدی در شهر موبی در ایالت آداماوا در شرق این کشور به وقوع پیوست که باعث کشته شدن دست‌کم ۵۰ نفر و تعداد زیادی زخمی گشت.

## شرح واقعه
روز سه‌شنبه ۲۱ نوامبر ۲۰۱۷ ساعت ۵ و۲۰ دقیقه صبح به وقت محلی حمله و انفجاری در شهر موبی در ایالت آداماوا هنگامیکه نمازگزاران برای نماز صبح در مسجدی جمع می‌شدند توسط یک نوجوان ۱۷ ساله صورت گرفت.

## تلفات
بنا به گفته پلیس حداقل ۵۰ نفر در این حمله کشته شدند و مردم زیادی مجروح گردیده و به بیمارستان منتقل شدند.

## مظنونین
مسئولیت این حمله را کسی به عهده نگرفته‌است.

## پیشینه
در ماه دسامبر ۲۰۱۷ در همین ایالت در یک حمله بمب‌گذاری توسط دو زن که خود را در یک بازار مملو از جمعیت منفجر کردند دست کم ۴۵ نفر کشته شدند.